# Rolf Morrien
Rolf Morrien (* 1972 in Metelen) ist ein deutscher Aktienanalyst und Sachbuchautor sowie Redakteur verschiedener Börsendienste.

## Leben

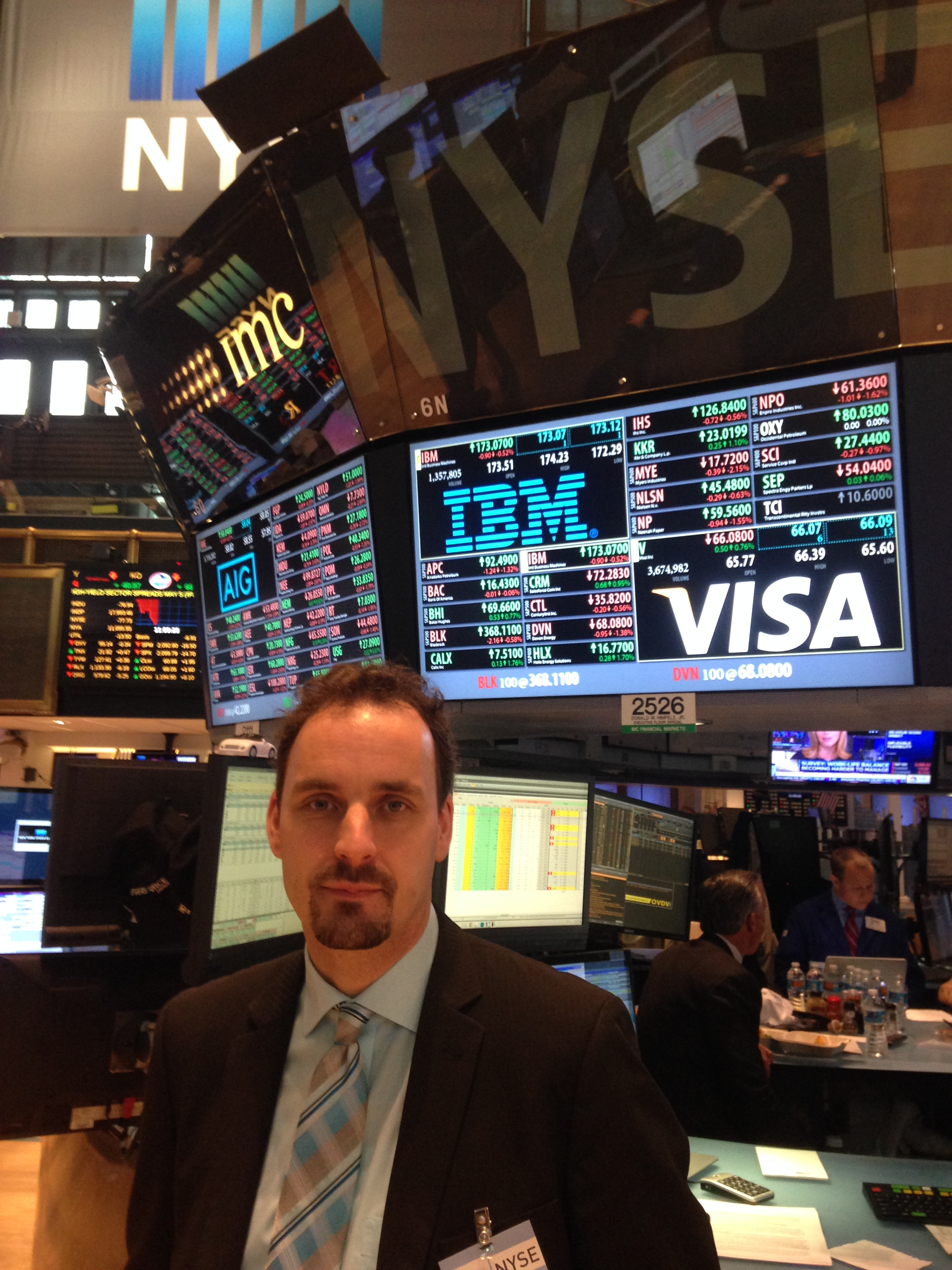
Rolf Morrien an der Wall Street

Gebürtig stammt Rolf Morrien aus Metelen und lebt heute gemeinsam mit seiner Frau in Rheinbrohl. Nach dem Schulabschluss studierte er in Münster und Wien Geschichte, Wirtschaft und Politik. Nach einem Auslandsjahr in Wien absolvierte er eine Ausbildung zum Wirtschaftsjournalisten an der damaligen Bonner Journalistenakademie.
Nach seinem Volontariat stieg er als Redakteur bei der Aktienanalyse ein und veröffentlicht seit 2002 selbst verschiedene Börsendienste. In diesen Diensten veröffentlicht er Handlungsempfehlungen zur Geldanlage und seinen Einschätzungen zu Märkten und Unternehmen.
Gemeinsam mit den Finanzjournalisten Janne Jörg Kipp und Judith Engst schrieb er die Bücher Staatsbankrott voraus, Das Anti-Crash-Buch und Börse leicht verständlich. Außerdem spricht Rolf Morrien auf Messen wie der Anlegermesse Invest in Stuttgart. Darüber hinaus schreibt er regelmäßig im Diplomatischen Magazin eine Kolumne.

## Veröffentlichungen
- Rolf Morrien, Judith Engst: Börse ganz praktisch. Einsteiger fragen, Börsenprofis antworten. Finanzbuch, München 2014, ISBN 978-3-89879-832-7 (Mit Glossar).
- Börse leicht verständlich: Von der Depot-Eröffnung zum optimalen Depot. FinanzBuch-Verlag, München 2011, ISBN 978-3-89879-630-9.
- Staatsbankrott voraus! Hintergründe, Strategien und Chancen, die Sie kennen müssen. FinanzBuch-Verlag, München 2010, ISBN 978-3-89879-616-3.
- Das Anti-Crash-Buch: Staatsbankrott und Inflation überstehen. FinanzBuch-Verlag, München 2011, ISBN 978-3-89879-600-2.
- Verschenken Sie kein Geld! Kapitalanlage in der Null-Zins-Phase FinanzBuch-Verlag, München 2015, ISBN 978-3-89879-908-9.
- Alles, was Sie über Warren Buffett wissen müssen: Der größte Investor aller Zeiten auf gerade mal 100 Seiten. FinanzBuch-Verlag, München 2018 ISBN 978-3-95972-091-5.
- Alles, was Sie über Charlie Munger wissen müssen: Warren Buffetts Kompagnon auf gerade mal 100 Seiten. FinanzBuch-Verlag, München 2018, ISBN 978-3-95972-118-9.
- Alles, was Sie über Benjamin Graham wissen müssen: Der Vater des Value Investing auf gerade mal 100 Seiten. FinanzBuch-Verlag, München 2018, ISBN 978-3-95972-119-6.
- Wie lege ich 5000 Euro optimal an? Alle wichtigen Bausteine zum sicheren und einfachen Vermögensaufbau FinanzBuch-Verlag, München 2017, ISBN 978-3-95972-040-3.
- Wie lege ich 10000 Euro optimal an? Alle wichtigen Bausteine zum sicheren und einfachen Vermögensaufbau FinanzBuch-Verlag, München 2017, ISBN 978-3-95972-041-0.
- Wie lege ich 50000 Euro optimal an? Alle wichtigen Bausteine zum sicheren und einfachen Vermögensaufbau FinanzBuch-Verlag, München 2018, ISBN 978-3-95972-037-3.